# Roberto Demus
Roberto Demus (Concepción del Uruguay, Entre Ríos, Argentina; 4 de enero de 1979) es un exfutbolista argentino. Jugaba de delantero.

## Trayectoria
Sin duda, su paso más importante fue en el Coronel Bolognesi, donde fue goleador de su equipo en los Campeonato Descentralizado de 2005 y 2006 con 19 y 12 goles respectivamente. A mediados del 2006, se va al Wuhan Guanggu de China donde luego de experimentar el fútbol asiático, enrumba a Ecuador y Venezuela, en estos dos países lamentablemente no tuvo la eficacia que demostró en Perú. En 2008, regresó al Coronel Bolognesi peruano, donde solo anotó 8 goles, pero que le valieron para convertirse en el tercer máximo goleador histórico del club tacneño. Desde el 2009 se integró al club César Vallejo. En un partido contra Alianza Lima sufriría una fuerte lesión tras la patada al rostro de un jugador aliancista que lo noqueo y rompió un diente. En el 2012 fue fichado por el Atlético Uruguay del Torneo Argentino B. En 2015 debuta como técnico junto a Luis Tonelotto en Almagro.

## Clubes

### Como futbolista
| Club                      | País      | Año       |
| ------------------------- | --------- | --------- |
| San Lorenzo               | Argentina | 1998-2000 |
| Almagro                   | Argentina | 2000-2004 |
| El Porvenir               | Argentina | 2004-2005 |
| Coronel Bolognesi         | Perú      | 2005-2006 |
| Wuhan Guanggu             | China     | 2006      |
| Barcelona                 | Ecuador   | 2007      |
| Deportivo Italia          | Venezuela | 2007      |
| Almirante Brown           | Argentina | 2008      |
| Atromitos FC              | Grecia    | 2008      |
| Coronel Bolognesi         | Perú      | 2008      |
| Universidad César Vallejo | Perú      | 2009-2011 |
| Atlético Uruguay          | Argentina | 2012      |

### Como entrenador
| Club    | País      | Año   |
| ------- | --------- | ----- |
| Almagro | Argentina | 2015- |

## Palmarés
| Título               | Club    | País      | Año  |
| -------------------- | ------- | --------- | ---- |
| Primera "B" Nacional | Almagro | Argentina | 2004 |

### Distinciones individuales
| Distinción                                     | Año  |
| ---------------------------------------------- | ---- |
| Máximo goleador del Torneo Apertura (11 goles) | 2006 |